# Bullfighter and the Lady
Bullfighter and the Lady (Brasil: Paixão de Toureiro / Portugal: Homens na Arena) é um filme norte-americano de 1951, do gênero drama, dirigido por Budd Boetticher e estrelado por Robert Stack e Joy Page.

## Produção

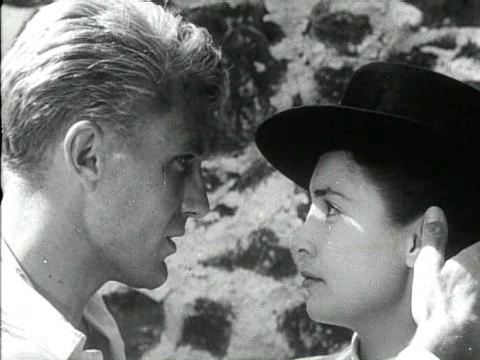
Robert Stack e Joy Page em cena do filme

Um dos raros filmes em que John Wayne recebeu crédito de produtor, Bullfighter and the Lady é o primeiro dos três trabalhos de Budd Boetticher sobre touradas, esporte pelo qual tinha paixão. Segundo Leonard Maltin, este é o filme que melhor tratou desse assunto, com cenas inesquecíveis dentro da arena e também uma atraente história de amor. Maltin também credita a Gilbert Roland a melhor atuação de sua carreira.
O filme recebeu uma indicação ao Oscar, na categoria Melhor História Original. A história foi escrita pelo próprio Boetticher, em parceria com o também cineasta Ray Nazarro, porém o roteiro é creditado a James Edward Grant.
Sobre o tema, Boetticher dirigiu ainda The Magnificent Matador e o documentário Arruza, sobre o famoso toureiro Carlos Arruza. Além disso, seu primeiro contato com o cinema foi como supervisor de Blood and Sand, também sobre este assunto.

## Sinopse
O arrogante Johnny Regan vai para o México, apaixona-se por Anita de la Vega e, para impressioná-la, passa a aprender a arte da tourada com o famoso matador Manolo Estrada. Quando Manolo morre por sua causa, todos se voltam contra ele, inclusive Anita. Agora, Johnny precisa redimir-se.

## Principais premiações
| Prêmio | Categoria                | Situação |
| ------ | ------------------------ | -------- |
| Oscar  | Melhor História Original | Indicado |

## Elenco
| Ator/Atriz     | Personagem       |
| -------------- | ---------------- |
| Robert Stack   | Johnny Regan     |
| Joy Page       | Anita de la Vega |
| Gilbert Roland | Manolo Estrada   |
| Virginia Grey  | Lisbeth Flood    |
| John Hubbard   | Barbey Flood     |
| Katy Jurado    | Chelo Estrada    |
| Antonio Gómez  | Antonio Gómez    |
| Ismael Pérez   | Panchito         |
| Rodolfo Acosta | Juan             |
| Rúben Padilla  | Doutor Sierra    |
| Dario Ramírez  | Pepe Mora        |